# Charles Resnick
Pour les articles homonymes, voir Resnick.
Charles Resnick, dit Charlie Resnick, est un personnage de fiction créé par John Harvey

## Biographie fictive
Charles Resnick est d'origine polonaise et policier au commissariat de Nottingham. Tout d'abord inspecteur de police, il devient inspecteur principal après le cinquième roman.
Il est amateur de sandwiches, de jazz et de chats (il en a 4 avec des noms de jazzmen célèbres : Bud, Pepper, Dizzy et Miles) et vit à Nottingham.

### Romans
- Lonely Hearts, 1989
  - Cœurs solitaires, no 144, 1993
- Rough Treatment, 1990
  - Les Étrangers dans la maison, no 201, 1995
- Cutting Edge, 1991
  - Scalpel, no 228, 1995
- Off Minor, 1992
  - Off Minor, no 261, 1997
- Wasted Years, 1993
  - Les Années perdues, no 299, 1998
- Cold Light, 1994
  - Lumière froide, no 337, 1999
- Living Proof, 1995
  - Preuve vivante, no 360, 2000
- Easy Meat, 1996
  - Proie facile, no 409, 2001
- Still Water, 1997
  - Eau dormante, no 479, 2003
- Last Rites, 1998
  - Derniers Sacrements, no 527, 2004
- Cold in Hand, 2008
  - Cold in Hand, Rivages/Thriller, 2010, Rivages/Noir no 892, 2012
- Darkness, Darkness, 2014

#### Recueil de nouvelles
- Now's the Time
  - Now's the Time, 2004, Rivages/Noir no 526